# Stadtbahn Stuttgart

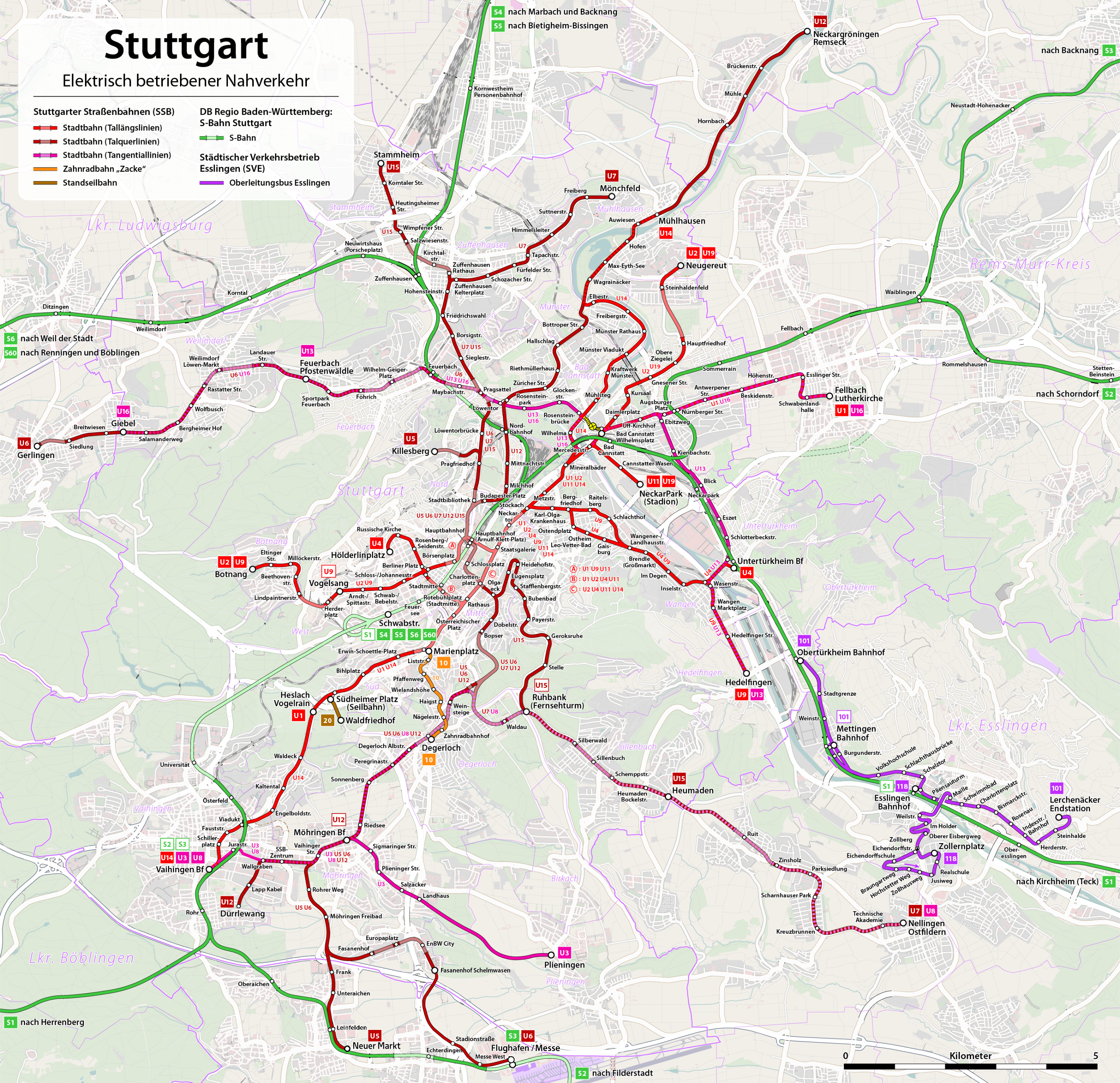
Schemat sieci

Stadtbahn w Stuttgarcie (niem. Stadtbahn Stuttgart) – system premetra w Stuttgarcie. Funkcjonuje on od 28 września 1985. Operatorem jest spółka Stuttgarter Straßenbahnen AG (SSB). Stadtbahn jest sukcesorem tradycyjnego systemu tramwajowego w tym mieście.
Sieć pokrywa większość Stuttgartu oraz dociera do okolicznych miast: Remseck am Neckar, Fellbach, Ostfildern, Leinfelden-Echterdingen oraz Gerlingen. Na sieć składa się trzynaście regularnych linii (U1-U9, U12-U15) oraz dwie specjalne (U11, U19).
W latach 70. XX wieku rozważano budowę metra, ale w 1976 r. podjęto decyzję, że istniejąca sieć tramwajowa będzie sukcesywnie przebudowywana na premetro. System został tak pomyślany, aby w przyszłości można go było łatwo przekształcić w metro. Tak więc postawiono na tor o normalnej szerokości 1435 mm (tramwaje jeździły po torze o rozstawie 1000 mm), wysokie perony i tabor dwukierunkowy (specjalnie zaprojektowane dla Stuttgartu pojazdy DT 8). W centrum miasta trasy w dużym stopniu poprowadzone są w tunelach, w sumie jest ich 14 o łącznej długości 26 km.